# Schloss Yville

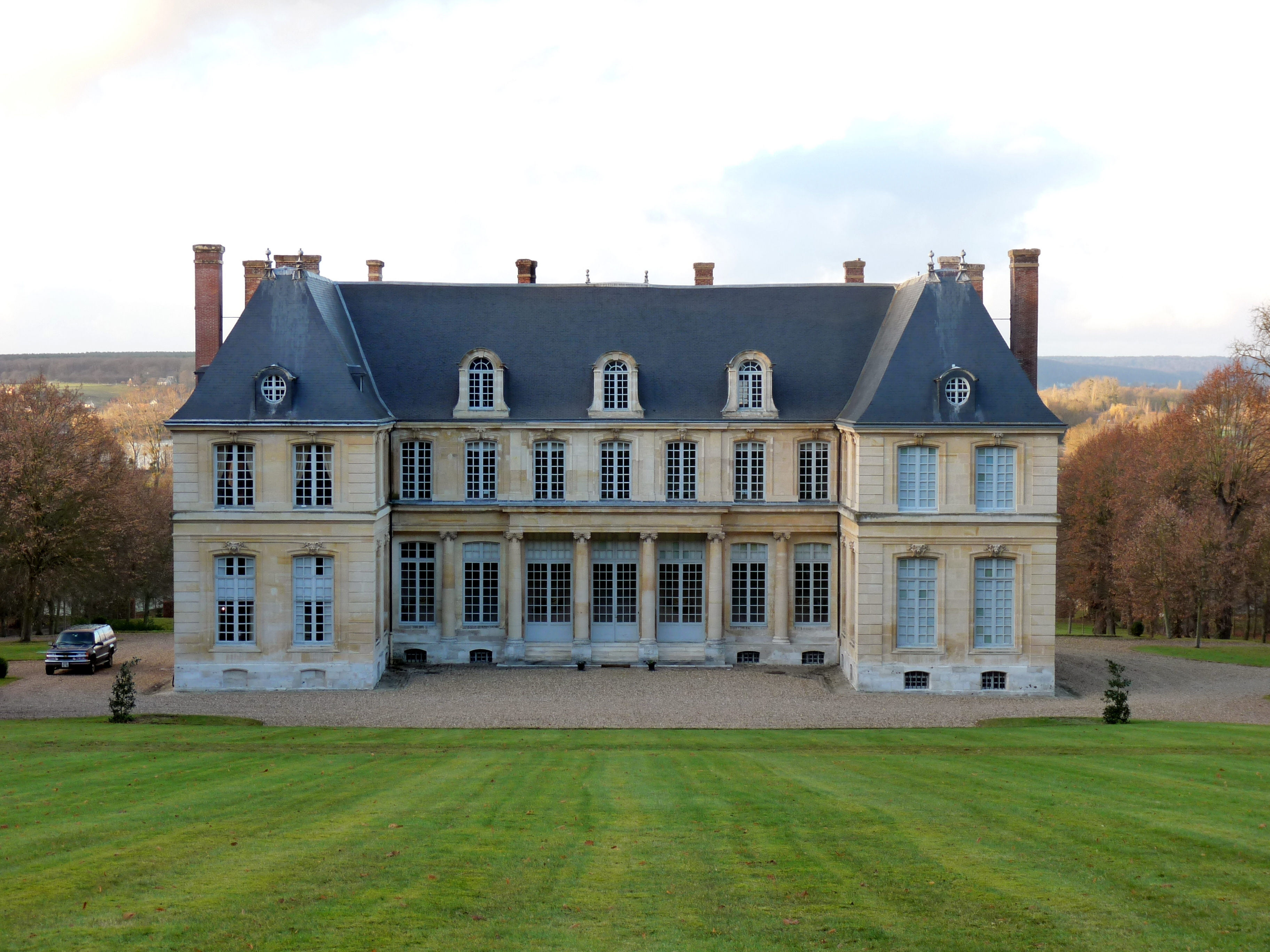
Südseite des Schlosses Yville

Das Schloss Yville (französisch Château dʼYville) ist ein barockes Schloss in der nordöstlichen Normandie ca. 16 Kilometer südwestlich von Rouen. Sein Bau wurde 1708 von François Le Menu de La Noë begonnen, der dafür einen älteren Vorgängerbau abreißen ließ. Der Bauherr hatte sich aber finanziell übernommen, und so musste er den noch unfertigen Neubau versteigern lassen. 1720 erwarb ihn der Chef der Banque Royale, John Law, aber auch er vollendete den Schlossbau nicht. Erst nach einer mehrjährigen Bauunterbrechung wurde er 1735 von Prosper Goujon, Marquis von Gasville, fertiggestellt.
Nachdem das Schlossgebäude schon am 7. Oktober 1931 als Monument historique unter Denkmalschutz gestellt wurde, folgte am 19. November 2002 die Aufnahme der gesamten Domäne inklusive Schlosspark und Nebengebäuden in die nationale Denkmalliste Frankreichs. Das Anwesen ist Privateigentum und wird bewohnt. Es kann deshalb nicht besichtigt werden. Zu ausgewählten Terminen steht aber der Schlosspark Besuchern offen.

## Geschichte

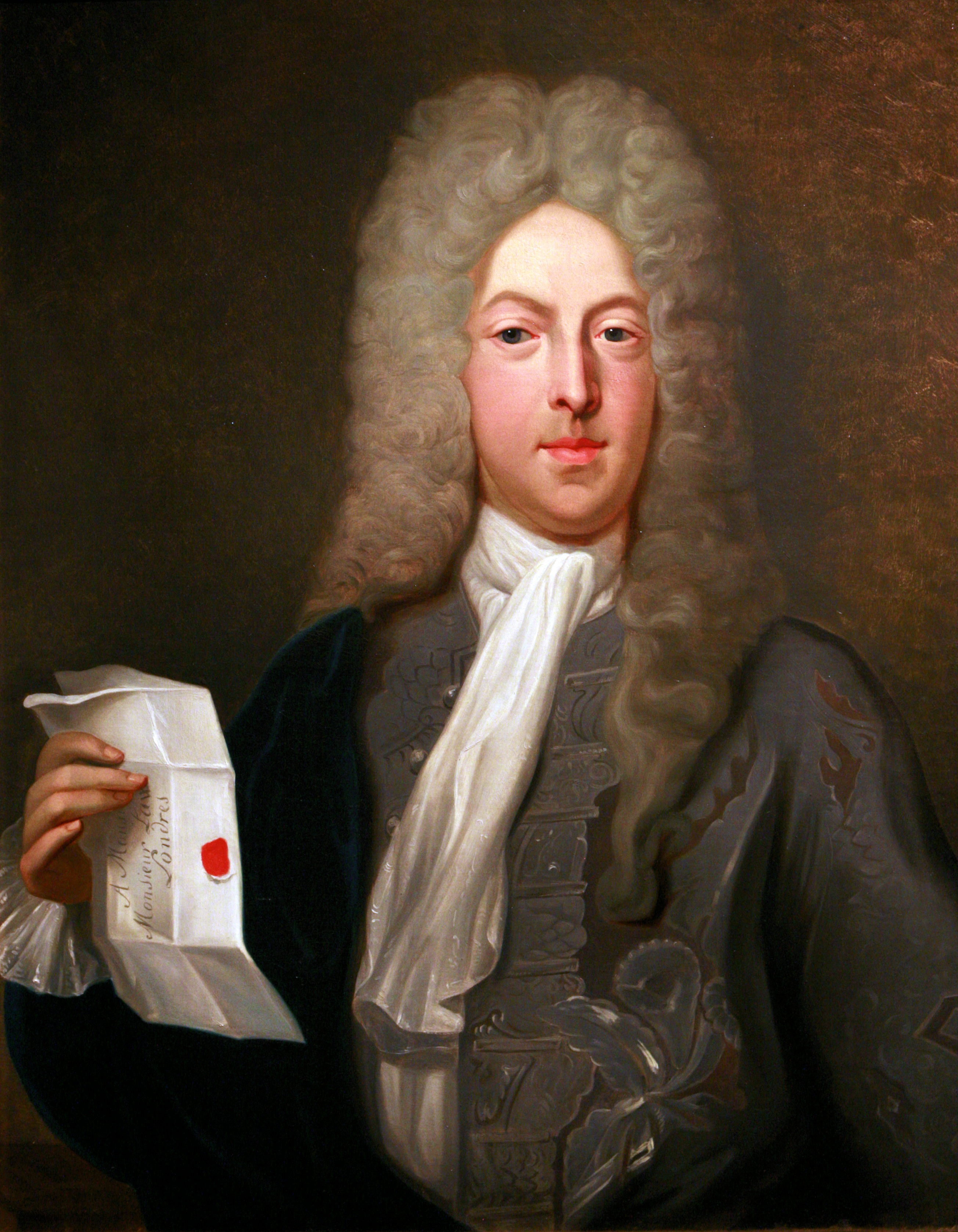
John Law war von 1720 bis 1723 Schlossherr

Das Land um Yville wurde im Jahr 1066 erstmals genannt. Zu jener Zeit gehörte es Hugues de Wiville. Für das Jahr 1238 ist Guillaume de La Houssaye als Besitzer überliefert. Danach kam Yville an die Familie de Mortemer (Mortimer). Guillaume de Mortemers Erbtochter Jeanne brachte den Besitz durch Heirat im 13. Jahrhundert an die Familie Crespin de Bec-Crespin. Guillaume de Crespin heiratete Angès de Trie (auch Trye geschrieben). Über diese Verbindung gelangte die damalige Seigneurie an diese Familie, der sie im Jahr 1407 gehörte. In jenem Jahr zählte neben dem Landbesitz ein Herrenhaus mit Taubenturm, Scheunen, Ställe und Gärten dazu. 1418, während des Hundertjährigen Kriegs, von den Engländern konfisziert und an William Arlyngton verlehnt, wurde Yville gegen 1450 seinem vormaligen Herrn, Jacques de Trie, auf königlichen Geheiß wieder zurückgegeben. Seine Tochter Jeanne heiratete Martin Pillavoine und brachte die Seigneurie an seine Familie, die 1497 als Eigentümerin erschien. Sie veräußerte Yville an Charlotte Lhuillier, deren Tochter Madeleine (verheiratete dʼEsquetot) den Besitz 1540 erbte. Durch die Heirat von Madeleines Tochter Charlotte mit Charles I. de Cossé, comte de Brissac, dem Marschall von Frankreich, wechselte das Anwesen erneut den Eigentümer. Der Sohn des Paars, Charles II. de Cossé, duc de Brissac, hinterließ es bei seinem Tod 1601 seinem Neffen Timoléon d’Espinay, dem Sohn seiner Schwester Jeanne.
Über François III. d’Espinay gelangte Yville an dessen Tochter Marie-Anne, die 1696 als Eigentümerin verzeichnet war und es am 6. März 1708 für 60.000 Livres an François Le Menu de La Noë, einen Rat und Sekretär des französischen Königs, verkaufte. Der neue Seigneur ließ den vorhandenen Herrensitz niederlegen und begann mit dem Bau eines neuen Schlosses. Die Pläne sollen der Überlieferung nach von Jules Hardouin-Mansart stammen, doch dafür fehlt jeglicher Beweis. François Le Menu de La Noë hatte sich finanziell übernommen und war schließlich vollkommen überschuldet. Und so wurde sein noch unfertiger Neubau am 14. Mai 1717 zwangsversteigert. Neuer Eigentümer wurde für 124.000 Livres einer von François’ Gläubigern, der Marquis Roger dʼEstampes, dem auch schon das nur zwei Kilometer südlich gelegene Schloss Mauny gehörte. Nach seinem Tod nur wenige Monate später gelangte das Anwesen am 28. Juni 1720 für 260.000 Livres an John Law, den Chef der Banque Royale in Paris. Aber auch er blieb nicht lange Schlossherr, denn nach Platzen der Mississippi-Blase flüchtete er ins Ausland, während sein gesamter Besitz unter  Zwangsverwaltung gestellt und schließlich verkauft wurde. Am 4. Februar 1723 erwarb Jean-Prosper Goujon, Marquis von Gasville, das immer noch unfertige Schloss und das derweil heruntergekommene Anwesen für 158.000 Livres. Bis 1735 ließ er den Schlossbau von dem Architekten Jacques Martinet weiterführen, Nebengebäude reparieren und den vollkommen verwahrlosten Schlossgarten wieder herrichten bzw. neu anlegen. Im Jahr 1742 bezog der Schlossherr sein neues Domizil und veranstaltete am 18. Juni des Jahres eine feierliche Einweihung.
Nach dem Tod Jean-Prosper Goujons im Jahr 1756 wurde ein Inventar des Schlossmobiliars erstellt. Es offenbart, dass die Innenräume zu jener Zeit luxuriös und prachtvoll ausgestattet waren. Allein im Cabinet d'assemblée genannten Zimmer hingen fünf Tapisserien aus Haute-lisse, dazu ein Canapé und sechs Sessel, deren Bezüge ebenfalls aus Tapisserien gefertigt waren. Für einen weiteren Raum war ein wertvolles Himmelbett verzeichnet, dessen Vorhänge und Himmel aus Taft gefertigt waren.

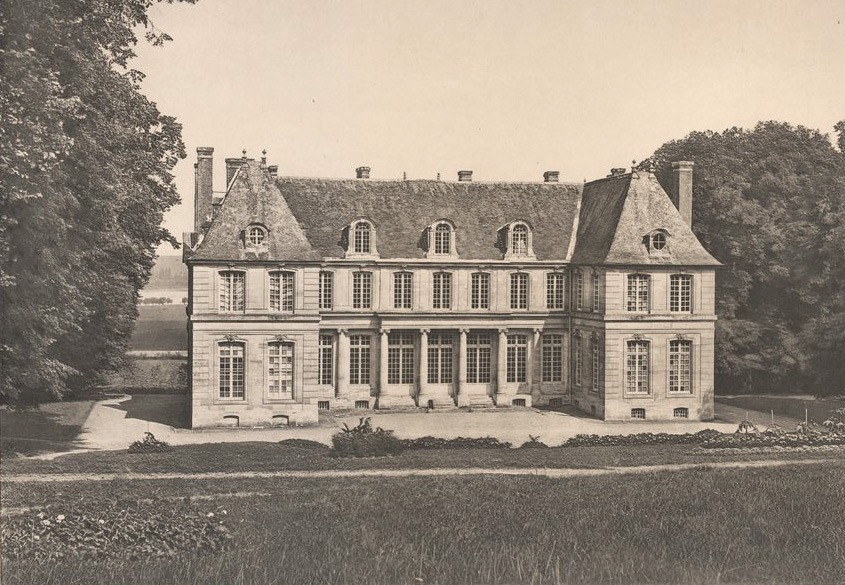
Schlossfotografie vom Ende des 19. Jahrhunderts

Die Familie Goujon blieb bis 1865 Eigentümerin des Schlosses. In jenem Jahr starb mit Jean-Maurice de Goujon, Marquis de Gasville, der letzte männliche Spross dieses Familienzweiges. Er vermachte das Anwesen seinem Cousin, dem Grafen Paul de Maurès de Malartic, einem Sohn seines Onkels mütterlicherseits. Dessen Nachfahren blieben bis in die 1980er Jahre Eigentümer. 1983 verkaufte die Familie das Schloss an Michel Frances, der das heruntergekommene Gebäude vollständig restaurieren ließ. Nach seinem Tod erwarben es 1997 seine heutigen Eigentümer, das englische Ehepaar Nicholas und Ireide Walker.

## Beschreibung

### Lage
Die Schlossanlage steht im Süden der französischen Gemeinde Yville-sur-Seine und damit am südlichen Rand des Départements Seine-Maritime sowie an der unmittelbaren Grenze zum Département Eure. Die Klosterruinen der Abtei Jumièges liegen in nordwestlicher Richtung nicht einmal sechs Kilometer entfernt.
Das Hauptgebäude des Anwesens steht am Fuße einer Hügelkette, deren Hang sanft zum Schloss hin abfällt. Dieses steht zugleich in einem Mäander der Seine ungefähr 750 Meter von deren linken Ufer entfernt.
Das über 83 Hektar große Anwesen ist von einer Umfassungsmauer begrenzt. Zur architektonischen Anlage gehören neben dem Hauptschloss mehrere ehemalige Wirtschaftsgebäude, ein runder Taubenturm aus Backstein, eine Schlosskapelle und ein Eiskeller in einem der Boskette.

### Architektur
Schloss Yville ist ein zweigeschossiger Bau, bestehend aus einem Mitteltrakt, dem sich im Osten und Westen zwei kurze Seitenflügel auf erhöhtem Sockelgeschoss anschließen. Die Außenmauern wurden aus regionalem, gelblichem Kalkstein errichtet, das Walmdach ist schiefergedeckt. Die drei Schlosstrakte umschließen an der südlichen (ehemaligen) Eingangsseite einen kleinen Innenhof vor dem ein langgestrecktes Rasenareal liegt. Im Erdgeschoss des siebenachsigen Mittelbaus liegt eine geschlossene Galerie, deren hohe Stichbogenfenster erst nachträglich eingebaut worden sind, um sie als Wohnraum nutzen zu können. Die mittleren drei Achsen der Galerie werden durch zweiflügelige Türen gebildet, zu denen kleine Treppen hinaufführen. Zwischen den Fenstern und Türen sind der Fassade Säulen mit ionischen Kapitellen vorgestellt. Sie tragen ein breites, profiliertes Gesims, welches das Erd- vom Obergeschoss trennt. Das Obergeschoss ist niedriger als das Hauptgeschoss im Parterre, aber auch wenn seine Fenster entsprechend niedriger sind, wiederholt sich in ihnen das Motiv eines skulptierten Schlusssteins im Stichbogen. Im Obergeschoss sind sie von vereinfachter Form, während jene im Erdgeschoss fein herausgearbeitete Wildschweinköpfe darstellen.

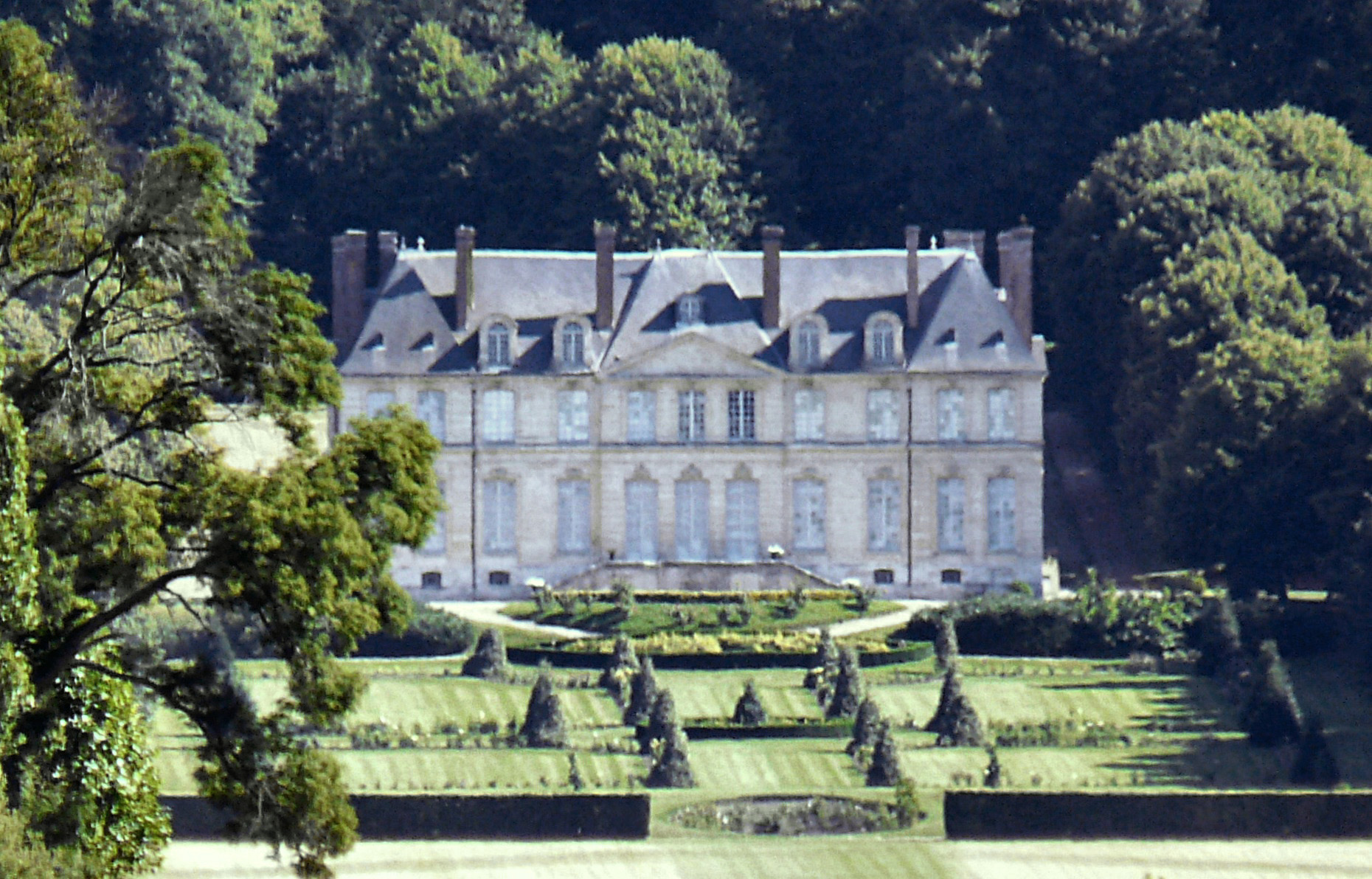
Nordfassade und französischer Schlossgarten

Die Fassaden an den Längsseiten der Seitenflügel zeigen vier Achsen, wovon die mittleren beiden jeweils von einem Dreiecksgiebel bekrönt sind. Die Giebelfelder zeigen reich skulptierte Reliefs. An der nach Norden zeigenden Gartenfassade wiederholt sich das Motiv des Dreiecksgiebels. Er ist der obere Abschluss eines dreiachsigen Mittelrisalits, zu dessen Türen im Erdgeschoss eine zweiläufige Freitreppe hinaufführt. Von dort verläuft eine fast einen Kilometer lange Sichtachse durch den direkt an das Schlossgebäude angrenzenden französischen Garten über ein langgestrecktes Rasenareal und eine Wiese bis zum Ufer der Seine.
Im Inneren des Haupthauses ist das schmiedeeiserne Geländer der großen Haupttreppe erhalten, das die Familie Goujon 1766 bei Louis Gerome Hegaux, einem Schlossermeister in Caudebec, in Auftrag gab. Im Obergeschoss besitzt einer der Räume eine handbemalte Tapete aus dem Jahr 1804, die heute noch davon zeugt, dass das Schloss unter der Familie Goujon sehr luxuriös ausgestattet war.